# Хофбауэр, Эрнст (режиссёр)
Эрнст Хофбауэр (нем. Ernst Hofbauer; 22 августа 1925, Вена — 24 февраля 1984, Мюнхен) — немецкий кинорежиссер, сценарист и актер.

## Биография
Австриец по происхождению. Участник Второй мировой войны. Был в плену.
В 1950-х гг. работал в качестве помощника режиссёра. Участвовал в съемке многочисленных художественных фильмов. С начала 1960-х жил и работал в Мюнхене. Дебютировал как режиссёр в 1961 году. В 1969 году снял первые 26 серий фильма «Перси Стюарт».
С 1964 по 1983 Хофбауэр снял более 30 фильмов. Начинал с драматических и приключенческих фильмов, но подавляющее большинство его фильмов сняты в жанре эротики или «мягкого порно». Продуктивно работал в этом жанре, иногда выпуская на экраны по несколько фильмов в год.
В начале 1970-х годов, в Мюнхене, Хофбауэр совместно с Вальтером Боосом, Вольфом Хартвигом, и Людвигом Шпиталером снял тринадцать фильмов под общим названием «Доклад о школьницах». Хофбауэра и Бооса стали называть «титанами подросткового либидо». Фильмы были отнесены к категории эксплуатационное кино и классифицированы как Сексплуатация.
Фильмы Хофбауэра вызвали большой общественный резонанс, имели коммерческий успех и были чрезвычайно популярными. По некоторым данным, их посмотрели более 30 миллионов человек во всем мире.
Часто снимал фильмы по своим сценариям.

## Избранная фильмография
- 1965— «Черный орел» Санта Фе
- 1966 — Фонтан любви
- 1969—1972 — Перси Стюарт (сериал)
- 1970— Доклад о школьницах: То, что родители считают невозможным
- 1971 — Доклад о школьницах 2: То, что лишает родителей сна
- 1971 — Девушки у гинеколога
- 1971 — Новый горячий секс-доклад. То, что мужья считают невозможным
- 1972— Доклад о школьницах 3: То, о чём родители даже не подозревают
- 1972 — Доклад о школьницах 4: О том, что часто приводит родителей в отчаяние
- 1973 — Что скрывают школьницы
- 1973 — Международный доклад о домохозяйках
- 1973 — Доклад о школьницах 5: Что родители действительно должны знать
- 1973 — Доклад о школьницах 6: Что родители хотели бы скрыть
- 1973— Доклад о домохозяйках 5
- 1973— Отчет о ранней зрелости
- 1974 — Девушка из джунглей для двух мошенников
- 1974 — Доклад о школьницах 7: Все должно быть по любви
- 1974 — Доклад о школьницах 8: Что родители не должны знать
- 1974— Девственницы Семи Морей
- 1976— Кара Мурат против шейха Гаффара
- 1984— Распутин — оргии при царском дворе